# 2000 đồng (tiền Việt)
Đồng tiền mệnh giá 2000 (hai ngàn) đồng, tiền Việt Nam, hiện đang lưu hành, là tờ tiền có mệnh giá lớn thứ 8 trong hệ thống tiền tệ, được phát hành 20/10/1989 (số in trên các đồng tiền phổ biến là 1988 là năm sản xuất).

Mặt sau đồng 2000 đồng tiền Việt Nam

## Thông tin[1]
| Mệnh giá | Kích thước  | Màu chủ đạo  | Miêu tả     | Miêu tả              | Miêu tả   | Phát hành |
| Mệnh giá | Kích thước  | Màu chủ đạo  | Mặt trước   | Mặt sau              | Loại giấy | Phát hành |
| -------- | ----------- | ------------ | ----------- | -------------------- | --------- | --------- |
| 2000 ₫   | 134 x 65 mm | Màu nâu sẫm. | Hồ Chí Minh | Nhà máy Sợi Nam Định | Cotton    | 1988      |